# Euphorbia nodosa
Euphorbia nodosa är en törelväxtart som beskrevs av Maarten Willem Houttuyn. Euphorbia nodosa ingår i släktet törlar, och familjen törelväxter. Inga underarter finns listade i Catalogue of Life.